# 流星/シャリララ
「流星/シャリララ」（りゅうせい／シャリララ）は、FLOWのメジャー3枚目、通算7枚目のシングル。

## 概要
- 前作「ドリームエクスプレス」からおよそ5ヶ月ぶりのリリースとなる、2004年第1弾シングル。自身初となる両A面シングルである。
- CD-EXTRA仕様となっており、渋谷AX（2003年11月30日）で行われた初の全国ワンマンツアー「トペ・コン・ヒーロ」FINALのダイジェストライヴ映像を見ることができる。
- 初回限定では、スペシャルパッケージ（帯がワイドキャップ）となっている。
- 店頭特典として流星オリジナルステッカーと「流星 ～吹奏楽団バージョン～」吹奏楽譜が付いてきた。
- 2004年2月20日放送の『ミュージックステーション』に出演し、「流星」を披露した。
- オリコンチャートでTOP10入りを逃したものの、初動は前作を上回った。
- キャッチコピーは、『メジャー第3弾シングルは聴かせる歌モノ！』

## 収録内容
| 全作曲: TAKE。 |                                 |                |            |                     |      |
| #              | タイトル                        | 作詞           | 作曲・編曲 | 編曲                | 時間 |
| 1.             | 「流星」                        | KOHSHI & KEIGO | TAKE       | FLOW & Seiji Kameda | 4:17 |
| 2.             | 「シャリララ」                  | KOHSHI & KEIGO | TAKE       | FLOW & Seiji Kameda | 3:09 |
| 3.             | 「3秒前」                       | KOHSHI         | TAKE       | FLOW                | 3:37 |
| 4.             | 「流星 〜吹奏楽団バージョン〜」 |                | TAKE       | Yoichi Murata       | 2:10 |
| 合計時間:      | 合計時間:                       | 合計時間:      | 合計時間:  | 13:13               |      |

## 楽曲解説
1. 流星
  - TBS系『Pooh!』2月度エンディングテーマ

この曲のPVにはメンバーがバレーボールをするシーンがあるが、実際に経験者からフォーム等を教わったという。
2. シャリララ
  - TBS系『スーパーサッカーPLUS』テーマソング。

タイトル「シャリララ」とは、「shout it out loud」の略である。
3. 流星 〜吹奏楽団バージョン〜
「流星」を吹奏楽でアレンジしたインスト曲。

## 収録アルバム
1. 流星
  - 2ndスタジオ・アルバム『GAME』にアルバムバージョンとして収録。
  - 1stベスト・アルバム『FLOW THE BEST』
2. シャリララ
  - 2ndベスト・アルバム『カップリングコレクション』